# Архипята (Кировская область)
 Архипята  — деревня в Афанасьевском районе Кировской области в составе Ичетовкинского сельского поселения.

## География
Расположено на расстоянии примерно 17 км на северо-восток по прямой от райцентра поселка  Афанасьево.

## История
Известна с 1891 года как деревня Кучка Архипятская или Боровский с 4 дворами, в 1905 году здесь (Боровское или Архипята) дворов 4 и жителей 31, в 1926 (Архипята Боровые или Леонтьевы)  9 и 39, в 1950 (Архипятская) 25 и 70, в 1989 278 жителей. Настоящее название утвердилось с 1978 года.  

## Население
Постоянное население составляло 275 человек (русские 91%) в 2002 году, 80 в 2010.